# Felice Mastropierro
Felice Mastropierro (Milano, 5 ottobre 1976) è un allenatore di calcio a 5 ed ex giocatore di calcio a 5 italiano.

## Carriera

### Giocatore
Approda nel mondo del calcio a 5 nel 1996 al Milano dove è vicecampione italiano con la prima squadra e campione d'italia under 21. Nel 2000 si trasferisce al Petrarca dove rimane per tre stagioni fino alla sconfitta nei play-out che sanciscono la retrocessione del club patavino in serie A2. Mastropierro si trasferisce quindi al Prato Calcio a 5 Con cui vince immediatamente una supercoppa italiana, durante la prima metà di campionato lo convincono già a dicembre decide di accasarsi alla Luparense.
Nel 2006 si trasferisce in Spagna, dove milita nel Carnicer Torrejón, poi nelle Canarie nel club Colegio Arenas per poi passare al Caja Segovia campione del mondo di club, sempre in Spagna approda nella squadra dell'isola di Maiorca il Club Inca. Nel febbraio 2007 fa ritorno in patria accordandosi con la Lazio Nepi, mentre la stagione seguente gioca con il Ponzio Pescara fino a dicembre, quando scende di categoria per accettare l'offerta del Lecco.
Nel duemila nove va al Leccoc5 e l'anno successivo nel Lecco & Toniolo calcio a 5, poi alla Domus Bresso per tornare a metà anno duemiladieci al Comelt Toniolo Milano, sempre nel campionato nazionale di serie, gioca poi nella massima serie francese di futsal,nel Paris Métropole e in seguito gioca la prima parte della stagione 2011/2012 nel Cagliari C5 mentre da Novembre 2011 gioca in serie B nel Calcetto Poggibonsese.

### Allenatore
Nella stagione 2013-14 è nominato allenatore del Toulon Tous Ensembles squadra che milita nella Division 1 del campionato francese. Mastropierro guida la formazione provenzale per tre anni, venendo nominato miglior allenatore del campionato francese nella stagione 2015-2016.

## Palmarès

### Competizioni giovanili
- Campionato italiano Under-21: 1
  - Milano: 1997-98

### Competizioni nazionali
- Supercoppa italiana: 1
  - Prato: 2003